# Ruud Jolie
Pour les articles homonymes, voir Jolie.
Ruud Jolie (né Rudolf Adrianus Jolie le 19 avril 1976 à Tilbourg, Pays-Bas) est le guitariste principal du groupe de metal symphonique Within Temptation.

## Enfance
Ruud est fils unique. En grandissant, il s'initie d'abord à la musique en jouant du clavier, mais sa passion pour la musique et particulièrement la guitare naît après avoir regardé une vidéo d'un concert de Iron Maiden. 
De ce fait, une fois le lycée terminé, Ruud entre au conservatoire pour la suite de ses études et suit un cursus de guitare jazz. Il obtient son diplôme en 1999.

## Avant Within Temptation
Ruud débute en jouant pour plusieurs groupes locaux. Il rejoint "Brotherhood Foundation", un groupe de nu-metal, pour une durée de deux ans. Et c'est lorsque Brotherhood Foundation joue en 1998 au "Dynamo" festival en République tchèque que Ruud rencontre Within Temptation, également présent. À ce moment-là, Michiel Papenhove est encore le guitariste principale de Within Temptation, ainsi donc il n'est absolument pas prévu que Ruud rejoigne le groupe de symphonique metal. En tout cas, pas tout de suite.
Lors d'une interview avec Starfacts, Ruud a assuré que sa prestation en concert la plus embarrassante fut lorsqu'il avait encore les cheveux longs et que ceux-ci s'étaient coincés dans son micro alors qu'il faisait du headbanging. Il pensa alors que c'était doublement embarrassant du fait que la fille qu'il aimait était au premier rang. Ils ne sont finalement jamais sortis ensemble.
Après Brotherhood Foundation, Ruud rejoint le groupe de rock alternatif Vals Licht (False Light) en 2001. Ce groupe est connu pour sa combinaison de musique heavy et paroles en néerlandais, chose qui n'avait jamais été faite auparavant. Ils sortent plusieurs singles sur le marché néerlandais, parmi lesquels "Het Licht" qui rentre dans le top ten.
Un mois après avoir rejoint Vals Licht, Ruud reçoit un coup de téléphone de la part de Within Temptation lui demandant de rejoindre leur groupe du fait que leur guitariste Michiel Papenhove souhaite s'en aller. Ruud refuse car il vient de rejoindre de Vals Licht et pense qu'il serait irrespectueux de les quitter ainsi, si rapidement. Un mois plus tard, le dernier batteur en date de Vals Licht, Johann De Groot, se voit diagnostiquer un cancer des poumons. La même semaine, Robert Westerholt, le fondateur et deuxième guitariste de Within Temptation, recontacte Ruud avec la même proposition, n'étant bien sûr pas au courant de l'état de Johann. Ruud dit non à Within Temptation une fois encore, du fait de la période difficile que traverse Vals Licht, mais en contrepartie il propose quand même d'être le guitariste de substitution de Within Temptation en attendant qu'ils trouvent un autre membre de façon permanente.

## Within Temptation
Eté 2001, Within Temptation fait un concert à Mexico. Ruud, en tant que guitariste de substitution, voyage avec le groupe afin de participer au concert. Ce voyage rapproche Ruud des autres membres, et lui fait réaliser qu'il veut devenir un membre permanent de ce groupe. Malheureusement, Within Temptation a déjà trouvé un nouveau guitariste 'permanent'. Cependant, lorsqu'ils rentrent chez eux, la collaboration ne marche pas, et ainsi, Ruud, chanceux, reçoit un troisième et dernier coup de téléphone de Robert lui demandant de rejoindre le groupe définitivement, ce que Ruud accepte enfin.

## En solo
En septembre 2007, Ruud annonce la création d'un projet solo, intitulé For All We Know. Sur son blog Myspace, Ruud écrit « J'ai décidé de l'appeler ainsi car je pense que ce nom soulève toutes les questions qui n'ont pas de réponses immédiates d'un seul coup. Et qu'y a-t-il de plus important que de chercher des réponses ? Je pense que tout le monde cherche des réponses. Même inconsciemment. De ce fait, l'interprétation est multiple. Le seul problème avec ce nom qui pourrait soulever quelques sourcils au lieu de soulever des questions provient de sa forme abrégée : FAWK. Oui bon, ce n'est qu'un petit détail…
Musicalement, les bases seront assez heavy. Très orienté sur la guitare, bien sûr. Ce ne sera pas juste de bruit, mais plutôt intéressant guitaristiquement (admettons que ce mot existe) parlant. Voici quelques mots clé qui me viennent à l'esprit là tout de suite : heavy, hystérique, mélodieux, atmosphérique, ambiant, groovy, riche... [...]ça ne sera pas semblable à Within Temptation. Quel serait le but de faire un projet parallèle s'il s'agit de la même chose que mon groupe principal ? »

## Équipement
Ruud est un client officiel des guitares Mayones. Il utilise deux modèles Setius (6 et 7 cordes) et deux modèles Regius (également 6 et 7 cordes). Il utilise également de nombreuses guitares Paul Reed Smith et Gibson. Il utilise un Mesa Boogie Rectifier et des amplis VH-4 Diezel.

## Discographie
Avec Within Temptation
- Mother Earth Tour (2002)
- Running Up That Hill (EP) (2003)
- Stand My Ground (Single) (2004)
- The Silent Force (2004)
- Jillian (I'd Give My Heart) (2005)
- The Silent Force Tour (2005)
- Memories (Single) (2005)
- Angels (Single) (2005)
- What Have You Done (Single) (2007)
- The Heart of Everything (2007)
- Frozen (Single) (2007)
- The Howling (EP) (2007)
- All I Need (Single) (2007)
- Forgiven (Single) (2008)
- Black Symphony (2008)
- Utopia (Single) (2009)
- An Acoustic Night at the Theatre (2009)
- The Unforgiving (2011)

Avec d'autres groupes
- The Outsidaz (2001)  avec The Outsidaz
- Attacks When Provoked (2002) avec Lieke
- All in Hand (2002) avec Rosemary’s Sons
- Luidkeels (2003) avec Vals Licht
- Woensdag Soundtrack (2004) avec Asura Pictures
- The Rebel in You (2006) avec Yellow Pearl
- Everything is Changing (2012) avec Anneke van Giersbergen